# Метрический дифференциал
Метрический дифференциал — обобщение понятия производной на (липшицевы) отображения из евклидова пространства в произвольное метрическое пространство.
Впервые рассмотрен Берндом Киркхаймом.
Метрический дифференциал отображения {\displaystyle f\colon \mathbb {R} ^{n}\to X} в точке {\displaystyle x\in \mathbb {R} ^{n}} является нормой на {\displaystyle \mathbb {R} ^{n}} и обычно обозначается {\displaystyle MD_{x}f}.

## Определение
Метрический дифференциал отображения {\displaystyle f\colon \mathbb {R} ^{n}\to X} в точке {\displaystyle x\in \mathbb {R} ^{n}} определяется как норма {\displaystyle MD_{x}f} на {\displaystyle \mathbb {R} ^{n}} такая, что
{\displaystyle |f(x+v)-f(x+w))|_{X}=MD_{x}f(v-w)+o(|v|-|w|),}
где {\displaystyle |a-b|_{X}} обозначает расстояние между точками {\displaystyle a} и {\displaystyle b} по норме {\displaystyle X}.

## Свойства
- Для метрического дифференциала выполняется аналог теоремы Радемахера — если {\displaystyle f\colon \mathbb {R} ^{n}\to X} липшицевское, то метрический дифференциал определён почти в каждой точке области определения.
  - Прямое обобщение теоремы Радемахера невозможно, поскольку метрическое пространство не обладает линейной структурой, требуемой для дифференциала. Даже в случае банахова пространства {\displaystyle X=L^{1}([0,1])} заключение самой теоремы неверно — например, отображение {\displaystyle f\colon [0,1]\to X}, определённое как индикатор {\displaystyle f(x)=\chi _{[0,x]}}, не имеет производную ни в одной точке, несмотря на то, что отображение липшицево и даже сохраняет расстояния.